# Bula de Simancas
La denominada "Bula de Simancas" fue una bula emitida por el Papa Sixto IV en 1471 que dispensaba de sus lazos de consanguinidad a los príncipes Isabel y Fernando, futuros Reyes Católicos de Castilla y Aragón, y por tanto daba validez religiosa (y por tanto jurídica) al matrimonio que estos habían contraído en 1469. 
La bula fue llevada a España por el enviado del Papa, el cardenal Rodrigo Borgia. A cambio de la bula, Borgia negoció con Fernando e Isabel que le concedieran la ciudad de Gandía a su hijo Pedro Luis. Isabel y Fernando cumplirían su parte del trato en 1485.